# Makláry Károly
Makláry Károly (Hejőpapi, 1876. május 24. – Debrecen, 1938. július 7.) debreceni lelkész, a Tiszántúli református egyházkerület püspöke 1936-tól haláláig.

## Életútja
Makláry Károly és Rácz Erzsébet fiaként született. A Magyar Királyi Ferenc József Tudományegyetemen tanult. 1929-ben egyházkerületi főjegyző, 1934-ben debreceni lelkész, 1936-ban a tiszántúli egyházkerület püspöke lett. Alig 2 évnyi püspökség után hunyt el 1938-ban 62 éves korában epekő következtében. Felesége Kérészy Anna volt.
Egyéb tisztségei voltak:
- a debreceni presbitérium elnöke,
- magyar királyi kormányfőtanácsos,
- a Református Egyetemes Konvent és Zsinat rendes tagja,
- a Lelkészi Nyugdíj-, „Özvegy és Árva gyámintézet“ elnöke,
- Debrecen szabad királyi város törvényhatósági bizottságának örökös tagja,
- a Debreceni Református Kollégium Igazgatótanácsának elnöke,
- számos egyházi és társadalmi egyesület elnöke stb.